# BNG Bank
BNG Bank N.V. is een Nederlandse bank opgericht in 1914. De bank is in eigendom van Nederlandse overheden en financiert projecten in de publieke sector.

## Geschiedenis
Op 23 december 1914 werd te Den Haag de stichtingsakte verleden van de nv Gemeentelijke Credietbank. Op 24 januari 1922 veranderde zij haar naam in: nv Bank voor Nederlandsche Gemeenten. In de jaren negentig van de twintigste eeuw veranderde zij haar naam in  nv Bank Nederlandse Gemeenten. In 2013 veranderde zij haar handelsnaam in de naam: BNG Bank en in 2018 werd de statutaire naam gewijzigd in BNG Bank N.V. In 2024 veranderde zij haar handelsnaam in de huidige naam BNG.  
BNG is met een balanstotaal van ruim € 140 miljard euro de vierde bank van Nederland en valt onder direct toezicht van de Europese Centrale Bank. 

## Missie en strategie

### Missie
BNG is betrokken partner voor een duurzamer Nederland. De bank stelt de publieke sector in staat maatschappelijke doelstellingen te realiseren.

### Strategie
- Financiering voor alle looptijden tegen zo laag mogelijke prijzen.
- Financieringsoplossingen, betalingsverkeer en expertise waarmee klanten hun maatschappelijke doelstellingen realiseren.
- Langdurige relaties met stakeholders opbouwen en proactief inspelen op hun behoeften.
- Dienstverlening altijd beschikbaar stellen, ongeacht de situatie op de financiële markten.

### Strategische doelstellingen
- Relevante speler in de financiering van decentrale overheden, wonen, zorg, onderwijs, energie en infrastructuur.
- Redelijk rendement voor aandeelhouders.

### Randvoorwaarden
- Uitstekend risicoprofiel
- Doelgerichte en efficiënte organisatie

BNG werkt niet voor individuele burgers, maar functioneert als schakel tussen enerzijds professionele, grotendeels buitenlandse beleggers en anderzijds instellingen in de Nederlandse publieke sector:(decentrale) overheden en instellingen op het gebied van wonen, zorg, onderwijs, energie en infrastructuur. De bank heeft nauwelijks deposito’s en de financiering van de kredieten vindt voor het allergrootste deel plaats door middel van obligatieleningen. De bank wil haar klanten in staat stellen hun maatschappelijke doelstellingen te realiseren tegen zo laag mogelijke prijzen. Per eind 2017 had de bank kredieten uitstaan met een totale waarde van € 84 miljard. Aandeelhouders van de bank zijn de Nederlandse Staat (50%), provincies, gemeenten en het Hoogheemraadschap Hollands Noorderkwartier.
Om tegen aantrekkelijke voorwaarden, bijvoorbeeld een lage rente, geld in de markt te kunnen lenen is een goede obligatierating van de bank van groot belang.
De bank voldoet in hoge mate aan de vermogenseisen die toezichthouders stellen. De kredieten die de bank heeft verstrekt aan lagere overheden hebben een overheidsgarantie. Voor de woningcorporaties, een andere belangrijke klantengroep, staat het Waarborgfonds Sociale Woningbouw garant. Voor kredieten aan de zorgsector geldt een vergelijkbare voorziening waarbij het Waarborgfonds voor de Zorgsector (WfZ) garant staat. 
De naar risico gewogen solvabiliteitsratio, de Tier 1-kapitaal ratio, bereikte in 2017 een niveau van bijna 37% (Tier-1 ratio), hetgeen ver boven de vereiste norm ligt. Nieuwe regelgeving maakt desondanks extra maatregelen noodzakelijk. De toezichthouder wil ook een niet-risicogewogen solvabiliteitsratio, de leverage ratio, invoeren. Deze ratio is, bij benadering, gelijk aan het quotiënt van het eigen vermogen en het balanstotaal en stond per ultimo 2011 op 2%. Het exacte niveau waaraan in 2018 moet zijn voldaan is nog niet bekend, maar 3% is een werkbare inschatting. De bank heeft een plan opgesteld en voorgelegd aan De Nederlandsche Bank om deze grens in 2017 te bereiken. Een van de maatregelen van dit plan is het dividend te verlagen en daarmee meer winst achter te houden waardoor het eigen vermogen extra snel wordt verhoogd. Op de algemene vergadering van aandeelhouders werd besloten de dividenduitkering te halveren, in het vervolg wordt nog slechts 25% van de winst uitgekeerd. Mede dankzij deze maatregelen steeg de leverage ratio naar 3,5% per eind 2017.

## Directies
De eerste directeur van de Gemeentelijke Credietbank was Jacob Simons (1845-1921), wethouder van Den Haag en directeur van de Vereniging van Nederlandse Gemeenten. De bank had een moeilijke start: over het eerste jaar 1915 werd een omzet behaald van f 4,9 miljoen (omgerekend naar de waarde in 2005 is dit: € 39 miljoen), met een totale winst van slechts f 3.500 (2005: € 26.000). 
Simons werd per 1 december 1921 opgevolgd door Pieter Johannes de Kanter (1868-1953), die daaraan voorafgaand wethouder van Dordrecht en Tweede Kamerlid was. Hij werd op 1 februari 1946 opgevolgd door Adriaan Vogel (1900). Medio 1968 werd deze opgevolgd door Warnardus Griffioen (Den Haag, 1929). Van 1992 tot mei 2003 was Pieter-Paul van Besouw voorzitter van de Raad van Bestuur van de bank. Hij werd opgevolgd door Pim Vermeulen, die per 15 oktober 2008 is teruggetreden en op zijn beurt opgevolgd werd door Carel van Eykelenburg. Op 1 januari 2018 werd deze opgevolgd door Gita Salden. Sinds 1 oktober 2024 is Philippine Risch CEO van BNG.

## Huisvesting
De bank begon haar bestaan aan de Haagse Mauritskade op nummer 15-A, maar verhuisde reeds vier jaar later naar de Laan Copes van Cattenburch 23, ook in Den Haag. Eind oktober 1925 verhuisde de bank wederom, nu naar de Javastraat 72 (hoek Nassauplein). In 1964 verhuisde de bank naar de Lange Vijverberg 10. In november 1982 betrok de BNG haar huidige behuizing aan de Koninginnegracht 2 - nog altijd in Den Haag. Vanwege een verbouwing van dit kantoor is de bank tijdelijk gehuisvest aan de Bordewijklaan 18.

## BNG Cultuurfonds
Ter gelegenheid van haar vijftigjarig bestaan in 1964 werd de Stichting Cultuurfonds BNG in het leven geroepen, met als doel het stimuleren van activiteiten op het gebied van kunst en cultuur, die financieel door minimaal twee gemeenten (mede) mogelijk worden gemaakt en die van betekenis zijn voor het gemeentelijke kunst- en cultuurbeleid.
Het fonds reikt jaarlijks meerdere prijzen uit. Het betreft drie prijzen voor gemeenten: 
- BNG Erfgoedprijs
- BNG Lang Leve Kunstprijs
- BNG Cultuurparticipatieprijs

Daarnaast zijn er vijf prijzen voor jong talent:
- BNG Circusprijs
- BNG Theaterprijs
- BNG Literatuurprijs
- BNG Dansprijs
- BNG Muziekprijs

## Jubileum 1989
In 1989 vierde de BNG haar 75-jarig bestaan. Dit deed zij onder andere met een speciale uitgave van de Haagse roman Eline Vere van Louis Couperus, een 2e druk van de in de serie Volledige werken Louis Couperus uitgegeven editie. Daarnaast gaf de bank bij dit jubileum Gemeentewapens in Nederland 1914-1989 uit, onder auspiciën van de Hoge Raad van Adel met beschrijvingen van de gemeentewapens op basis van het officiële wapenregister van die raad. Tevens verscheen bij die gelegenheid het boek Promesse in drievoud. De bewogen jeugd van de nv Bank voor Nederlandsche Gemeenten geschreven door Frits Boersma.

## 100-jarig bestaan in 2014
In 2014 vierde BNG haar 100-jarig bestaan en vierde het BNG Cultuurfonds haar 50-jarig bestaan. Het jubileumjaar van BNG en het BNG Cultuurfonds werd eind 2014 afgesloten met de voorstelling 'Eeuwige jeugd' met opvoeringen van onder meer het Nationaal Jeugd Orkest en het Nationaal Jeugd Koor, bijgewoond door Hare Majesteit Koningin Máxima Zorreguieta. Ter gelegenheid van het jubiluem schreven de Utrechtse historici Jozef Vos en Gerarda Westerhuis het boek Kredietwaardigheid verzilverd - BNG Bank 1914 - 2014.

## BNG Duurzaamheidsfonds
Op 1 februari 2018 kondigde BNG de start aan van het BNG Duurzaamheidsfonds. Verenigingen, ondernemers en andere zakelijke initiatiefnemers kunnen bij het BNG Duurzaamheidsfonds een lening afsluiten vanaf EUR 100.000 voor lokale projecten die een bijdrage leveren aan de duurzaamheidsdoelen van gemeenten of provincies. Met de start van dit fonds komt BNG tegemoet aan de groeiende vraag naar eenvoudige financiering voor duurzame projecten.